# Motheo

Distriktgebiet bis 2011

Wappen des Distrikts

Der Distrikt (District Municipality) Motheo war bis 2011 Teil der Provinz Freistaat in Südafrika. Auf einer Fläche von 13.997 km² lebten rund 800.000 Einwohner (Stand: 2007). Die Hauptstadt war Bloemfontein. Der Distriktname ist das Sesotho-Wort für Grundstein.
2011 wurde Mangaung Teil der gleichnamigen Mangaung Metropolitan Municipality, während Mantsopa zum Distrikt Thabo Mofutsanyana und Naledi zu Xhariep kam. Naledi kam 2016 ebenfalls zur Metropolgemeinde Mangaung.

## Gemeindestruktur
Als Beispiel für die Infrastruktur hier die Wasserversorgung der Haushalte (HWA = eigener Hauswasseranschluss; ÖWA = öffentlicher Wasseranschluss in der Nähe; KWA = kein Anschluss an ein Wasserleitungsnetz):
| Gemeinde zum Zeitpunkt der Erhebung | Verwaltungssitz | Fläche    | Einwohner | H W A | Ö W A | K W A |
| ----------------------------------- | --------------- | --------- | --------- | ----- | ----- | ----- |
| Naledi                              | Dewetsdorp      | 3.424 km² | 27.471    | 7 %   | 78 %  | 15 %  |
| Mantsopa                            | Ladybrand       | 4.291 km² | 55.334    | 10 %  | 73 %  | 17 %  |
| Mangaung                            | Bloemfontein    | 6.284 km² | 645.430   | 13 %  | 82 %  | 5 %   |

## Nationalparks und Naturschutzgebiete
- Franklin Nature Reserve
- Caledon Nature Reserve